# سكارين
السكارين أو السكرين هو مسحوق بلوري أبيض اللون، صيغته الكيميائية C6H4CONHSO2 ووزنه الجزيئي 183.19، وكثافته 0.828 جرام/سم3، ودرجة انصهاره تتراوح ما بين 228.8 - 229.7 درجة مئوية. طعمه أحلى من السكر العادي بخمسمائة وخمسون مرة عندما يكون في حالته النقية، أما الشكل التجاري منه فهو أحلى من السكر العادي بثلاثمائة وخمس وسبعون مرة. وهو يحضر من التولوين، وقد اكتشف حلاوة الطعم لهذه المادة صدفة في نهاية القرن التاسع عشر أثناء البحث عن مشتقات لتولوين. فعندما يذوب كميات كبيرة من السكارين في الماء فإن طعمه يكون مرا ولكن المحاليل المخففة منه تكون حلوة الطعم. والسكارين لا يهضم في الجسم وليس له أية قيمة غذائية وهو يعتبر من المواد الحافظة في الأغذية يستعمل بدل السكر العادي للأشخاص المصابين بمرض السكري أو للذين يتبعون حمية غذائية خاصة من اجل الحصول على طعم حلو في وجباتهم أو مشروباتهم. وقد دلت التجارب الحالية على أن السكارين بحد ذاته يثير الشهية وينتج المزيد من الأنسولين في الجسم.

## اكتشافه
اكتشف البروفسور أيرا رامسن السكارين عام 1879 م من جامعة جونز هوبكنز الأمريكية وكونستانتين فالبرج. وتنتجه حاليا شركة مونسانتو الأمريكية.

## دراسات
ومنذ سنوات عدة خضع السكارين لعدة فحوصات للتأكد من سلامته وقد أثبتت الدراسات بأن للسكارين علاقة بمرض السرطان، وقد تم منعه في كندا في عام 1977 لنفس السبب ولكن ردة فعل الشعب الأمريكي جعلته متوفرا في الأسواق ومتداولا بين الناس رغم خطورته، لذلك أرغمت الشركات المصنعة للسكارين ان تضع ملصقات تحذير على العلب الحاوية على السكارين. وقد اثبتت الدراسات الحالية بأن السكارين عامل سرطاني ضعيف عند تجربته على الحيوانات حيث لوحظ حدوث سرطان المثانة عندها.
لكن دراسات أخرى أيضا لم تثبت أي علاقة بين السكارين وبين سرطان المثانة عن الإنسان مما سمح لاستخدامه كمادة تحلية تضاف إلى الأغذية في جميع أنحاء العالم, مع ذلك هناك رأي آخر مخالف يحذر من كثرة استخدام هذه المحليات ويربطها بالسرطنة ومنها الجمعية السعودية لطب الأسرة وكما هو مبين في وصلات خارجية لموقع للجمعية (وصلة لموقع الجمعية السعودية لطب الأسرة عن سرطنة السكارين ومحليات أخرى بديلة للسكر): 